# Byggmakker
Byggmakker Handel AS er en norsk byggemarkedskæde med ca. 89 varehuse i Norge.  Indkøbssamarbejdet Norgros blev etableret i 1963. I 1991 etablerede de det første byggemarked med navnet Byggmakker. I 2005 blev Byggmakker opkøbt af finske Kesko, der fortsat ejer virksomheden. Byggmakkers omsætning var i 2023 på 6,4 mia. norske kroner. Der er 1.592 ansatte (2023).